# Fekete Nagy Mihály
Fekete Nagy Mihály (Dés, 1894. július 3. – Brassó, 1954. június 11.) magyar újságíró, szerkesztő.

## Életútja
1936 és 1939 között Bukarestben Carpatpress című alatt kőnyomatos magyar sajtótudósítót adott ki, amely hetente híranyaggal s bő statisztikai és demográfiai adatokkal látta el a lapokat és intézményeket. Mint a Romániai Magyar Népközösség brassói tagozatának igazgatója a vásárhelyi találkozó szellemében elősegítette az 1939 végén lezajlott Népi Találkozó demokratikus programjának érvényesítését a regresszív törekvésekkel szemben. 1944 után a Népi Egység munkatársa. Ismeretlen körülmények közt feleségével együtt öngyilkos lett.